# Michael Barnard
Michael Barnard (8 oktober 1976) is een Engelse darter. Zijn enige toernooizege was bij de jeugd in de World Youth Masters in 1991.

## Carrière
Barnard werd professioneel speler in 2003, toen hij een aantal regionale toernooien van de UK Open speelde. Zijn beste resultaat tijdens die toernooien was een halve finale in Schotland. In 2004 speelde Barnard een toernooi in Nederland, het Randstad Open in Rotterdam , waar hij de halve finale haalde en verloor van Andy Smith.
In 2006 begon Barnard met het spelen van grotere toernooien. Hij probeerde zich te kwalificeren voor de World Matchplay van dat jaar, maar deze poging mislukte. In hetzelfde jaar speelde hij wel mee op de UK Open, waar hij de laatste 32 haalde. In 2007 speelde hij weer de UK Open (laatste 128) en verder probeerde hij zich te plaatsen voor de Las Vegas Desert Classic, maar ook dit mislukte. In 2008 kwam hij op de UK Open niet verder dan de voorronde, maar aan het einde van het jaar speelde hij wel mee op het Ladbrokes World Darts Championship, waar hij in de eerste ronde speelde tegen Andy Hamilton. Hij verloor deze partij zonder setwinst. In 2019 deed hij weer mee aan het WK en opnieuw verloor hij zonder een set te pakken. 

## Resultaten op Wereldkampioenschappen

### PDC
- 2009: Laatste 64 (verloren van Andy Hamilton met 0-3)
- 2019: Laatste 64 (verloren van Jermaine Wattimena met 0-3)